# 11943 Davidhartley
A 11943 Davidhartley (ideiglenes jelöléssel 1993 OF9) a Naprendszer kisbolygóövében található aszteroida. Eric Walter Elst fedezte fel 1993. július 20-án.